# 中山纪念塔 (泰州)
中山纪念塔位于中国江苏省泰州市海陵区府前路海陵区政府广场南侧。
由李亚夫倡建于1929年，除用以纪念孙中山外，亦作为原泰县县政府大门，曾为泰州城内最高的建筑。该塔平面呈正方形，每面宽5.4米，原为五层，内部设有扶梯，后顶层因遭雷击而被拆除。旧时在三、四、五层的正面额框内均有题字，分别为“天下为公”（两侧书“革命尚未成功，同志仍须努力”）、“中山纪念塔”和“泰县县政府”，另在四层每面嵌有圆形授时钟。建筑在1984年曾进行维修，2002年1月原塔因墙体开裂，成为危塔而被拆除，并于当年10月至次年1月在原址正南60米处重建，原砖木结构被改为全框结构，并恢复至原有的五层，现总高19.85米。现状在第四层南北两侧额框内仍题“中山纪念塔”，并在其四面安装有用以报时的罗马外形欧洲古典圆钟。